# Browns buskvallaby
Browns buskvallaby (Thylogale browni) är en pungdjursart som först beskrevs av Edward Pierson Ramsay 1887. Thylogale browni ingår i släktet buskvallabyer, och familjen kängurudjur. IUCN kategoriserar arten globalt som sårbar. Inga underarter finns listade.
Arten har i motsats till andra släktmedlemmar ingen ljus strimma på höften. Håren som bildar undersidans päls är gråa nära roten och inte gulaktiga på spetsen. Honor är med en kroppslängd (huvud och bål) av 47,6 till 56,8 cm och en svanslängd av 26,0 till 42,5 cm mindre än hannar. Hos hannar är kroppslängden 53,5 till 66,7 cm och svanslängden 29,4 till 52 cm. Browns buskvallaby har 10,0 till 16,7 cm långa bakfötter och 3,9 till 6 cm stora öron. Arten har brun päls på ovansidan och ljusgrå till vit päls på undersidan. Den saknar en ljusare region kring axlarna. Hos olika exemplar kan en vit svansspets förekomma. Jämförd med Thylogale lanatus finns inte lika många hår på svansen.
Vikten för ett fåtal hannar var 4,0 till 9,1 kg och för honor 3,0 till 5,9 kg.
Pungdjuret förekommer på nordöstra Nya Guinea och på flera andra öar i samma region. På några av dessa öar blev Browns buskvallaby införd av människan. Arten vistas i låglandet och i bergstrakter som är upp till 2 100 meter höga. Habitatet utgörs främst av regnskogar.